# ISync
iSync era una aplicación hecha por Apple Inc. diseñada para sincronizar los calendarios de iCal y la Address Book de Mac OS con dispositivos como teléfonos móviles a través de USB o Bluetooth. iSync lleva integrado por sí mismo compatibilidad con muchos dispositivos móviles, además de muchos otros a través de iSync Plugins. 
iSync no puede sincronizarse con los sistemas operativos BlackBerry, Palm OS, Pocket PC y Windows Mobile nativamente, pero sí existen numerosas aplicaciones de terceros que hacen esto posible.
Muchas de las funcionalidades de iSync se han visto relegadas en los últimos años por el Framework Sync Services, en el que los fabricantes usan aplicaciones propias para la sincronización de sus dispositivos, aun así, iSync conserva una vital importancia para sincronizar muchos dispositivos actuales compatibles con su tecnología de forma muy sencilla e intuitiva.
Antiguamente iSync también era el responsable de la sincronización de los iPod, sin embargo, tras el lanzamiento de iTunes 4.8, esta utilidad pasó a formar parte de la aplicación de música de Apple.
iSync solamente puede ejecutarse bajo Mac OS X. También puede sincronizar la lista de marcadores/favoritos de Safari con MobileMe.
Aparecido con el Mac OS X v10.4, gran parte de la funcionalidad de sincronización ha sido trasladada a un marco de trabajo que los desarrolladores pueden utilizar para incorporar sincronización en sus propias aplicaciones. 
Por tanto, iSync ha visto actualizado propósito principal, siendo actualmente la aplicación ideal para la sincronización con MobileMe, aunque esta puede ser realizada también a través del Panel de Preferencias de Mac OS.